# Wilhelm Fröhlich
Wilhelm Fröhlich (10 de Março de 1910 - 4 de Dezembro de 1939) foi um comandante de U-Boot que serviu na Kriegsmarine durante a Segunda Guerra Mundial.